# 美国国防部长
美國國防部長（英語：United States Secretary of Defense）是美国國防部（U.S. Department of Defense）的首長，處理軍事方面相關事務。國防部長的角色是擔任總統的主要國防政策顧問，並負責規劃一般國防政策和與國防部相關的其他政策與執行獲得認可的政策。國防部長由總統提名並經參議院批准同意，屬於內閣閣員，而國防部長在總統繼任順序中排序第六。根據1947年国家安全法案，國防部長必須是至少在七年內未加入任何現役美軍部隊的平民（10 USC Sec. 113 （页面存档备份，存于）；此外，美国国会通過三次豁免，第一次是讓1945年才退役的喬治·馬歇爾能在1950年合法擔任國防部長，第二次是讓2013年才退役的詹姆斯·马蒂斯能在2017年合法擔任國防部長，第三次是讓2016年才退役的勞合·奧斯丁能在2021年合法擔任國防部長）。現任國防部長為皮特·赫格塞斯，在當地時間2025年1月24日獲美國參議院確認。，並且於1月25日在副總統兼參議院議長J·D·萬斯監誓下正式就任。

## 歷史
國防部長一職是美國於1947年海軍、陸軍和新成立的空軍合併至新的國家軍事機構（National Military Establishment）時所設立。在相同的組織變更政策下，廢除戰爭部長（Secretary of War）職位，新設陸軍部長、海軍部長和空軍部長三個新職，成為隸屬於國防部長底下的非內閣成員職位。1949年，國家軍事機構更名為國防部（Department of Defense，簡稱 DoD）。

## 組織
在美國軍隊中，國防部長通常簡稱為「SecDef」。
國防部長和總統共同組成國家指揮當局（National Command Authority，NCA），具有發動戰略性核武的專有權限，而所有的核弹武器都在「兩人規則」（two-man rule）的管理下執行。在核子武器發動前，必須同時獲得總統和國防部長兩人的同意。
國防部長擁有「國防部長室」（United States Office of the Secretary of Defense），由副部長和五位負責不同領域的次長提供協助，包括採購次長、科技後勤次長、主計次長兼首席財務官、情報次長、人事戰備次長及政策次長等，上述次長的任命均需要經過參議院認可。
國防部長和國務卿、司法部長與財政部長通常被認為是內閣中最重要的四個官員，稱為。

## 歷任國防部長
| #    | 照片                 | 姓名 (中文/英文)                                                 | 任職期間       | 任職期間       | 政黨   | 效命的總統                                                |
| #    | 照片                 | 姓名 (中文/英文)                                                 | 開始           | 結束           | 政黨   | 效命的總統                                                |
| ---- | -------------------- | ---------------------------------------------------------------- | -------------- | -------------- | ------ | --------------------------------------------------------- |
| 1    | 詹姆斯·福莱斯特      | 詹姆斯·福莱斯特 James V. Forrestal （1892－1949）                | 1947年9月17日  | 1949年3月28日  | 民主黨 | 哈利·S·杜鲁门 Harry S. Truman                             |
| 2    | 路易斯·詹森          | 路易斯·A·约翰逊 Louis A. Johnson （1891－1966）                  | 1949年3月28日  | 1950年9月19日  | 民主黨 | 哈利·S·杜鲁门 Harry S. Truman                             |
| 3    | 乔治·卡特莱特·马歇尔 | 乔治·卡特莱特·马歇尔 George C. Marshall （1880－1959）           | 1950年9月21日  | 1951年9月12日  | 無黨籍 | 哈利·S·杜鲁门 Harry S. Truman                             |
| 4    | 罗伯特·洛威特        | Robert A. Lovett （1895－1986）                                  | 1951年9月17日  | 1953年1月20日  | 共和黨 | 哈利·S·杜鲁门 Harry S. Truman                             |
| 5    | 查理·厄文·威爾遜     | 查理·厄文·威爾遜 Charles E. Wilson （1890－1961）                | 1953年1月28日  | 1957年10月8日  | 共和黨 | 德怀特·艾森豪威尔 Dwight D. Eisenhower                    |
| 6    | 尼尔·麦克尔罗伊      | 尼尔·麦克尔罗伊 Neil H. McElroy （1904－1972）                   | 1957年10月9日  | 1959年12月1日  | 共和黨 | 德怀特·艾森豪威尔 Dwight D. Eisenhower                    |
| 7    | 托马斯·盖茨          | 托马斯·盖茨 Thomas Gates, Jr. （1906－1983）                     | 1959年12月2日  | 1961年1月20日  | 共和黨 | 德怀特·艾森豪威尔 Dwight D. Eisenhower                    |
| 8    | 罗伯特·麦克纳马拉    | 罗伯特·麦克纳马拉 Robert McNamara （1916－2009）                 | 1961年1月21日  | 1968年2月29日  | 共和黨 | 约翰·肯尼迪 John F. Kennedy 林登·约翰逊 Lyndon B. Johnson |
| 9    | 克拉克·克利福德      | 克拉克·克利福德 Clark Clifford （1906－1998）                    | 1968年3月1日   | 1969年1月20日  | 民主黨 | 林登·约翰逊                                               |
| 10   | 梅尔文·莱尔德        | 梅尔文·莱尔德 Melvin Laird （1922－2016）                        | 1969年1月22日  | 1973年1月29日  | 共和黨 | 理查德·尼克松 Richard Nixon                               |
| 11   | 爱略特·理查德森      | 爱略特·理查德森 Elliot Richardson （1920－1999）                 | 1973年1月30日  | 1973年5月24日  | 共和黨 | 理查德·尼克松 Richard Nixon                               |
| 12   | 施莱辛格             | 詹姆斯·罗德尼·施莱辛格 James R. Schlesinger （1929－2014）       | 1973年7月2日   | 1975年11月19日 | 共和黨 | 理查德·尼克松 杰拉尔德·福特 Gerald Ford                   |
| 13   | 拉姆斯菲尔德         | 唐纳德·拉姆斯菲尔德 Donald Rumsfeld （1932－2021）               | 1975年11月20日 | 1977年1月20日  | 共和黨 | 杰拉尔德·福特                                             |
| 14   | 哈羅德·布朗          | 哈羅德·布朗 Harold Brown （1927－2019）                          | 1977年1月21日  | 1981年1月20日  | 民主黨 | 吉米·卡特 Jimmy Carter                                    |
| 15   | 卡斯珀·威拉德·温伯格 | 卡斯珀·威拉德·温伯格 Caspar Weinberger （1917－2006）            | 1981年1月21日  | 1987年11月23日 | 共和黨 | 罗纳德·里根 Ronald Reagan                                 |
| 16   |                      | 弗蘭克·卡魯奇 Frank Carlucci （1930－2018）                      | 1987年11月23日 | 1989年1月20日  | 共和黨 | 罗纳德·里根 Ronald Reagan                                 |
| 17   | 迪克·切尼            | 迪克·切尼 Dick Cheney （1941－ ）                                | 1989年3月21日  | 1993年1月20日  | 共和黨 | 乔治·布什 George H.W. Bush                                |
| 18   | 莱斯·阿斯平          | 莱斯·阿斯平 Leslie Aspin （1938－1995）                          | 1993年1月21日  | 1994年2月3日   | 民主黨 | 比尔·克林顿 Bill Clinton                                  |
| 19   | 威廉·佩里            | 威廉·佩里 William J. Perry （1927－ ）                           | 1994年2月3日   | 1997年1月23日  | 民主黨 | 比尔·克林顿 Bill Clinton                                  |
| 20   | 威廉·科亨            | 威廉·科漢 William S. Cohen （1940－ ）                           | 1997年1月24日  | 2001年1月20日  | 共和黨 | 比尔·克林顿 Bill Clinton                                  |
| 21   | 唐纳德·拉姆斯菲尔德  | 唐纳德·拉姆斯菲尔德 (第二次) Donald Rumsfeld （1932－2021）      | 2001年1月20日  | 2006年12月18日 | 共和黨 | 乔治·沃克·布什 George W. Bush                             |
| 22   | 罗伯特·盖茨          | 罗伯特·盖茨 Robert M. Gates （1943－ ）                          | 2006年12月18日 | 2011年6月30日  | 共和黨 | 乔治·沃克·布什 巴拉克·奧巴馬 Barrack Obama                |
| 23   | 莱昂·帕內塔          | 莱昂·帕內塔 Leon Panetta （1938－ ）                             | 2011年7月1日   | 2013年2月27日  | 民主黨 | 巴拉克·奧巴馬                                             |
| 24   | 查克·黑格尔          | 查克·哈格尔 Chuck Hagel （1946－ ）                              | 2013年2月27日  | 2015年2月17日  | 共和黨 | 巴拉克·奧巴馬                                             |
| 25   | 查克·黑格尔          | 阿什顿·卡特 Ashton Baldwin Carter （1954－2022）                 | 2015年2月17日  | 2017年1月20日  | 民主黨 | 巴拉克·奧巴馬                                             |
| 26   | 詹姆斯·马蒂斯        | 詹姆斯·马蒂斯 James Norman Mattis （1950－ ）                    | 2017年1月20日  | 2019年1月1日   | 无党籍 | 唐納·川普 Donald Trump                                    |
| 代理 | 派崔克·夏納翰        | 帕特里克·沙纳汉 Patrick Michael Shanahan （1954年6月5日－ ）     | 2019年1月1日   | 2019年6月23日  | 无党籍 | 唐納·川普 Donald Trump                                    |
| 27   | 馬克·埃斯柏          | 馬克·埃斯柏 Mark Thomas Esper （1964年4月24日－ ）               | 2019年6月24日  | 2019年7月15日  | 共和黨 | 唐納·川普 Donald Trump                                    |
| 27   | 馬克·埃斯柏          | 馬克·埃斯柏 Mark Thomas Esper （1964年4月24日－ ）               | 2019年7月23日  | 2020年11月9日  | 共和黨 | 唐納·川普 Donald Trump                                    |
| 代理 | 克里斯托弗·米勒      | 克里斯托弗·米勒 Christopher Charles Miller （1965年10月15日－ ） | 2020年11月9日  | 2021年1月20日  | 无党籍 | 唐納·川普 Donald Trump                                    |
| 代理 | 大衛·諾奎斯特        | 大衛·諾奎斯特 David L. Norquist （1966年11月24日－ ）            | 2021年1月20日  | 2021年1月22日  | 共和黨 | 乔·拜登 Joe Biden                                         |
| 28   | 勞合·奧斯丁          | 勞合·奧斯丁 Lloyd James Austin III （1953年8月8日－ ）           | 2021年1月22日  | 2025年1月20日  | 无党籍 | 乔·拜登 Joe Biden                                         |
| 代理 | 羅伯特·薩雷斯        | 羅伯特·薩雷斯 Robert Salesses （1957年4月30日－ ）               | 2025年1月20日  | 2025年1月24日  | 无党籍 | 唐納·川普 Donald Trump                                    |
| 29   | 皮特·赫格塞斯        | 皮特·赫格塞斯 Peter Brian Hegseth （1980年6月6日－ ）            | 2025年1月25日  | 現任           | 共和黨 | 唐納·川普 Donald Trump                                    |

## 繼任順序
在2005年12月22日的行政命令中，時任美國總統乔治·沃克·布什變更了國防部長的繼任順序，目前的排序如下：
1. 國防部副部長
2. 陸軍部長
3. 空軍部長
4. 海軍部長
5. 技術與後勤次長
6. 政策次長
7. 人事次長和國防次長（監察官）
8. 情報次長
9. 技術與後勤副次長、政策副次長

### 引用
1. ↑  Raju, Morgan Rimmer, Ted Barrett, Manu. . 2025-01-25  [2025-01-25] （英语）.
2. ↑  原為代理，直至2019年7月23日正式就任

## 外部連結
- （英文）. 美國國防部.   [2005年10月7日]. （原始内容存档于2009年1月15日）. – 包括國防部長
- （英文）關於副部長以及各部門次長的詳細資訊 （页面存档备份，存于）